# Regnen holdt op
Regnen holdt op er en dansk film fra 1942, instrueret af Svend Methling og skrevet af Kjeld Abell.

## Medvirkende
- Berthe Qvistgaard
- Mogens Wieth
- Sigurd Neiiendam
- Clara Pontoppidan
- Randi Michelsen
- Olaf Ussing
- Preben Mahrt
- Jeanne Darville
- Henry Nielsen
- Asbjørn Andersen